# اتاق سهام (فیلم)
اتاق سهام (انگلیسی: Boiler Room) فیلمی در ژانر جنایی و درام به کارگردانی بن یانگر است که در سال ۲۰۰۰ منتشر شد.

## بازیگران
- جووانی ریبیسی
- وین دیزل
- بن افلک
- نیا لانگ
- نیکی کت
- ران ریفکین
- تام اورت اسکات
- اسکات کان
- جیمی کندی
- تیلور نیکولز
- بیل سیج
- کریستوفر فیتزجرالد